# باري مور (لاعب كرة قاعدة)
باري مور (بالإنجليزية: Barry Moore)‏ هو لاعب كرة قاعدة أمريكي، ولد في 3 أبريل 1943 في ستيتسفيل في الولايات المتحدة.

## وصلات خارجية
- باري مور على موقعبيزبول رفرنس.كوم (الدوري الرئيسي) (الإنجليزية)
- باري مور على موقعبيزبول رفرنس.كوم (الدوري الثانوي) (الإنجليزية)